# Heteropternis robusta
Heteropternis robusta är en insektsart som beskrevs av Bei-bienko 1951. Heteropternis robusta ingår i släktet Heteropternis och familjen gräshoppor. Inga underarter finns listade i Catalogue of Life.